# Shiv Nadar
Shiv Nadar (* 14. Juli 1945 in Thoothukudi, Tamil Nadu) ist ein indischer Unternehmer.

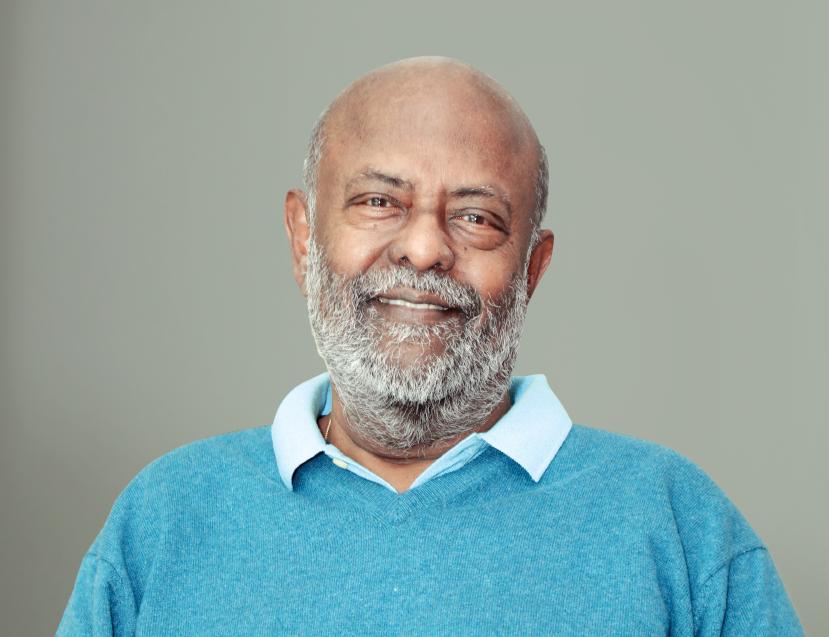
Shiv Nadar

## Leben
Nadar studierte am PSG College of Technology und am The American College in Madurai. Nadar gründete und leitet das indische Unternehmen Hindustan Computers HCL Technologies. Nach Angaben des US-amerikanischen Forbes Magazine gehört Nadar zu den reichsten Indern und ist in „The World’s Billionaires“ gelistet. Nadar ist verheiratet und hat eine Tochter.

## Vermögen
Shiv Nadar ist Multi-Milliardär. Gemäß der Forbes-Liste betrug sein Vermögen 2022 28,7 Milliarden US-Dollar. Damit belegte er Platz 47 auf der Forbes-Liste der reichsten Menschen der Welt.

## Preise und Auszeichnungen
- Padma Bhushan, 2008